# Südliche Sandwichinseln

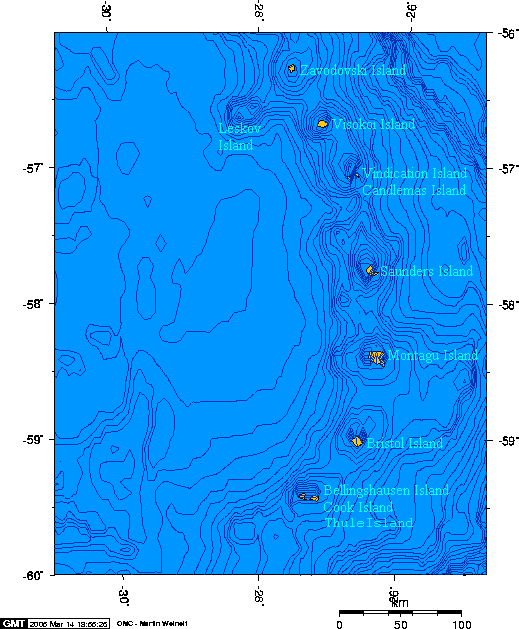
Die Südlichen Sandwichinseln

Die Südlichen Sandwichinseln sind eine Inselkette im subantarktischen Südatlantik. Die Gruppe zählt politisch zum britischen Überseegebiet Südgeorgien und die Südlichen Sandwichinseln, wird allerdings auch von Argentinien beansprucht. Die Südlichen Sandwichinseln fallen aufgrund ihrer geographischen Lage nicht unter den Antarktis-Vertrag und somit nicht unter die Status-quo-Regelung des Artikels 4 des Vertrages.

## Geographie

### Überblick
Die Südlichen Sandwichinseln liegen im Südatlantik, südöstlich von Südgeorgien. Sie erstrecken sich als Inselbogen am Nordost- und Ostrand der Sandwich-Platte, die in der Gegend der Inselkette im Nordosten und Osten an die Südamerikanische Platte stößt, wo sich der Süd-Sandwich-Graben befindet. Südlich der Inselkette stößt die zuerst genannte Platte an die Antarktische Platte.
Die Inseln liegen bereits in der südlichen polaren Klimazone (allerdings gemildert durch das Seeklima) und tragen eine lückige tundrenartige Vegetation.
Nahezu alle Südlichen Sandwichinseln sind vulkanischen Ursprungs. Auf einigen befinden sich bis heute aktive Vulkane, wie der über mehrere Jahre aktive Vulkan Mount Belinda (1370 m) auf Montagu Island. Wegen ihrer subantarktischen Lage und der vulkanischen Landschaft sind die Inseln unbewohnt. Sie beheimaten allerdings eine große Zahl von Seevögeln und Robben-Kolonien.
Etwa 65 Kilometer nordwestlich von Zavadovski liegt der unterseeische Vulkan Protector Shoal, auf Position
55° 54′ S, 28° 6′ W, mit einer geringsten Tiefe von 27 Meter unter Meeresniveau. Der letzte Ausbruch fand 1962 statt.
Etwa 40 Kilometer südwestlich der Morrell-Insel liegt die Vysokaya Bank auf Position 59° 43′ S, 27° 58′ W. Diese hat eine geringste Tiefe von 84 Metern.

### Die Inseln
Die folgende Tabelle listet die Südsandwichinseln von Norden nach Süden auf:
| Insel (Spanischer Name)                                     | Fläche (km²) | Höchste Erhebung | (m)  | Koordinaten          |
| Traversayinseln                                             |              |                  |      |                      |
| Zavodovski Island                                           | 25           | Mount Curry      | 550  | 56° 18′ S, 27° 35′ W |
| Leskov Island                                               | 0,36         | Rudder Point     | 190  | 56° 40′ S, 28° 6′ W  |
| Visokoi Island                                              | 35           | Mount Hodson     | 915  | 56° 42′ S, 27° 12′ W |
| Candlemasinseln (bisweilen den Traversayinseln zugerechnet) |              |                  |      |                      |
| Candlemas (Candelaria)                                      | 14           | Mount Andromeda  | 550  | 57° 6′ S, 26° 43′ W  |
| Vindication (Vindicación)                                   | 5            | Quadrant Peak    | 430  | 57° 7′ S, 26° 49′ W  |
| Zentral gelegene Inseln                                     |              |                  |      |                      |
| Saunders Island                                             | 40           | Mount Michael    | 990  | 57° 48′ S, 26° 29′ W |
| Montagu Island (Jorge)                                      | 110          | Mount Belinda    | 1370 | 58° 27′ S, 26° 22′ W |
| Bristol Island (Blanca) 1)                                  | 46           | Mount Darnley    | 1100 | 59° 1′ S, 26° 32′ W  |
| Südliche Thuleinseln                                        |              |                  |      |                      |
| Bellingshausen                                              | 2            | Basilisk Peak    | 255  | 59° 25′ S, 27° 5′ W  |
| Cook Island                                                 | 20           | Mount Harmer     | 1115 | 59° 26′ S, 27° 11′ W |
| Morrell-Insel (Tule del Sur) 2)                             | 14           | Mount Larsen     | 710  | 59° 26′ S, 27° 22′ W |
| Südsandwichinseln                                           | 310          | Mount Belinda    | 1370 |                      |

1) mit drei westlich vorgelagerten Nebeninseln:
1. Grindle Rock (0,30 km²)
2. Wilson Rock (0,33 km²)
3. Freezland Rock (0,32 km²)

2) mit Nebeninsel Twitcher Rock (0,01 km²)

## Geschichte
Die drei nördlichsten Inseln (Traversayinseln) wurden 1819 vom russischen Seefahrer Fabian Gottlieb von Bellingshausen entdeckt. Schon Jahre zuvor, um 1775, hatte der britische Seefahrer James Cook die südlichen Inseln entdeckt. Der Name der gesamten Inselkette ist auf den englischen Marineadmiral John Montagu, den vierten Grafen von Sandwich (1718–1792), zurückzuführen. Der Zusatz Südliche war erforderlich, weil James Cook 1778 auch das heutige Hawaii entdeckte, deren Inseln er damals ebenfalls Sandwichinseln nannte.
Von 1976 bis 1982 befand sich auf der Morrell-Insel die ständig besetzte argentinische Forschungsstation Corbeta Uruguay. An gleicher Stelle wurde von Argentinien bereits im Januar 1955 die Sommerstation Refugio Teniente Esquivel errichtet, die jedoch bereits ein Jahr später wegen eines Vulkanausbruchs aufgegeben werden musste. Dort und auf Zavodovski Island sind heute nur noch automatische (unbemannte) Wetterstationen vorhanden.